# Lumpenopsis pavlenkoi
Lumpenopsis pavlenkoi is een straalvinnige vissensoort uit de familie van stekelruggen (Stichaeidae). De wetenschappelijke naam van de soort is voor het eerst geldig gepubliceerd in 1916 door Soldatov.